# David Suzuki

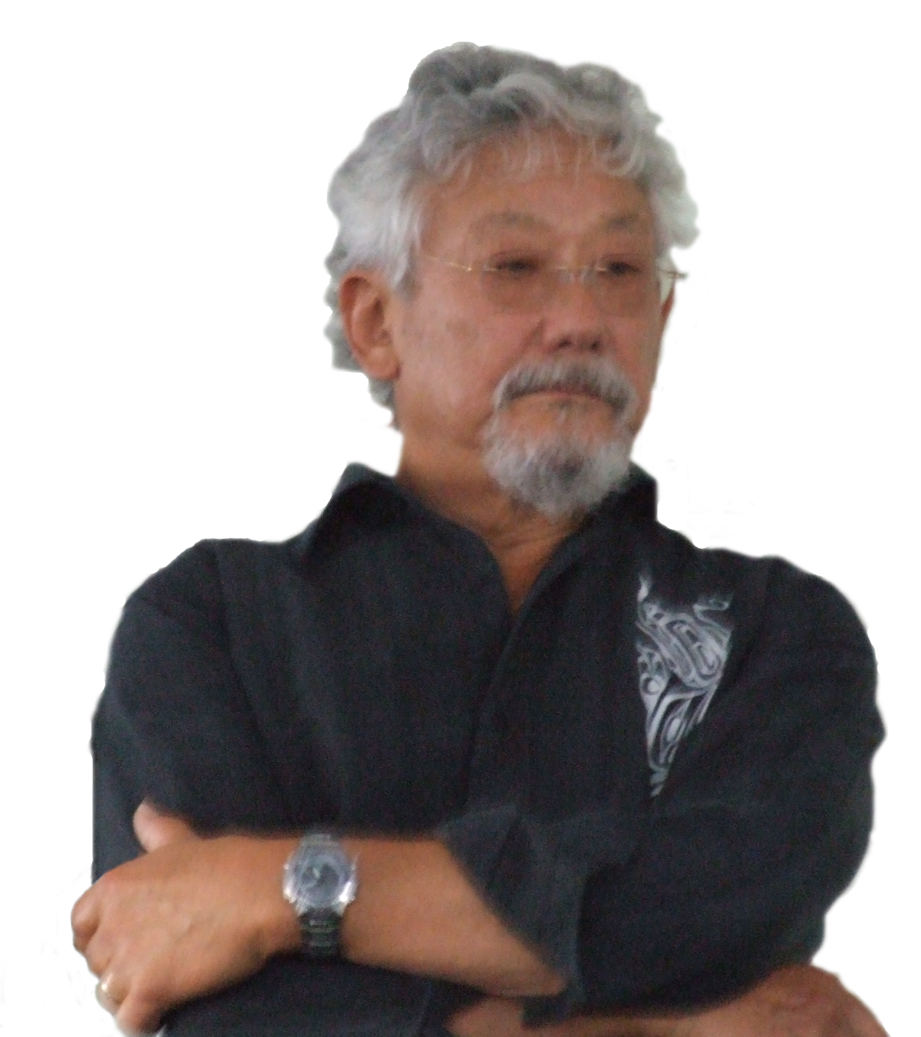
David Suzuki (2007)

David Takayoshi Suzuki (ur. 24 marca 1936 w Vancouver, Kolumbia Brytyjska) – kanadyjski twórca telewizyjnych programów o nauce i przyrodzie, działacz ruchu ochrony środowiska. Między innymi znany z serii filmów telewizyjnych CBC The Nature of Things („Natura Rzeczy”), pokazywanych w ponad 40 krajach. Wyróżniony ponad 40 honorowymi stopniami naukowymi przez uniwersytety w Kanadzie, Stanach Zjednoczonych i Australii.
W 1990 Suzuki założył fundację David Suzuki Foundation „dla znalezienia sposobów, żeby społeczeństwo mogło żyć w równowadze ze światem naturalnym, który nas utrzymuje”.
Suzuki jest pochodzenia japońskiego. Jego dziadkowie, zarówno ze strony matki jak i ojca, przybyli do Kanady na początku XX wieku (z Hiroszimy oraz Aichi).
Laureat Nagrody Kalinga od UNESCO.